# Gabriel Coronel
Gabriel Eduardo Coronel Petrilli (Barquisimeto, Estado Lara, 13 de febrero de 1987), es un actor, modelo y cantante venezolano.

## Biografía
Coronel nació y creció en Barquisimeto, Venezuela. Es hijo de Christina Petrilli y del empresario Walter Coronel.Comenzó su carrera participando en obras de teatro, y luego en 2007 realizó casting para ser parte de la serie Somos tú y yo donde quedó seleccionado e interpretó durante dos años a Gabriel «El Gago». Al año siguiente participa de la serie Somos tú y yo: un nuevo día, luego participó en la serie Mágica junto a algunos compañeros del elenco de Somos tú y yo.
Después decidió abrir rutas hacía Estados Unidos, donde protagonizó la telenovela de Telemundo Relaciones peligrosas; donde interpretó a Mauricio Blanco.
También trabajó en las novelas Marido en alquiler, Reina de corazones y El señor de los cielos.
El 3 de mayo de 2023, Coronel y su pareja la modelo, presentadora y jugadora de voleibol Daniela Ospina, anunciaron que estaban en la espera de su primer bebé juntos tras dos años y medio de relación.

## Carrera

### 2007-2012:Somos tú y yoyRelaciones peligrosas
Coronel estudió música y actuación, primero en el Conservatorio de Música de Lara. Inició su carrera como actor en las series de televisión, Somos tú y yo y Somos tú y yo, un nuevo día, ambas fueron producida por la cadena Venevisión en coproducción con Boomerang Latinoamérica. Participó también en Mágica junto a algunos del elenco Somos tú y yo. Coronel también apareció en varias funciones teatrales durante ese tiempo.
En 2012 Coronel hizo su incursión en la televisión internacional en Telemundo, en la teleserie Relaciones Peligrosas personificando a Mauricio Blanco, un joven que se siente atraído por su maestra, en esta teleserie participó junto con la actriz mexicana Sandra Echeverría.

### 2013-presente:Marido en alquilery álbum debut
El actor fue contratado nuevamente por Telemundo para grabar Marido en alquiler, adaptación de la brasileña Fina Estampa interpretando a Antonio Salinas Carrasco, hijo de Griselda Carrasco (Sonya Smith) e interés amoroso de Patricia Palmer (Kimberly Dos Ramos).
A finales de 2012, Gabriel se convirtió en el primero en grabar un álbum bajo la alianza de Telemundo y Warner Music. Su sencillo debut «Desnudo» fue lanzado digitalmente el 23 de julio de 2013 por la discográfica 'Warner Music Latina'. El video musical de la canción fue grabado en Miami y publicado el 13 de agosto. La primera presentación en vivo de Gabriel tuvo lugar durante la segunda entrega anual de los premios 'Tu Mundo', organizada por Telemundo en el American Airlines Arena el 15 de agosto de 2013.

## Filmografía
| Año           | Título                             | Personaje                     | Notas                     |
| ------------- | ---------------------------------- | ----------------------------- | ------------------------- |
| 2007–2009     | Somos tú y yo                      | Gabriel «El Gago»             |                           |
| 2012          | Relaciones peligrosas              | Mauricio Blanco               |                           |
| 2013–2014     | Marido en alquiler                 | José Antonio Salinas Carrasco |                           |
| 2014          | Reina de corazones                 | Frank Marino                  |                           |
| 2015          | Top Chef Estrellas                 | Él mismo                      | Participante              |
| 2015–2016     | El Señor de los Cielos             | Armando Pérez Ricard          |                           |
| 2016          | Las Princesas                      | Felipe Castillo               |                           |
| 2019          | Betty en NY                        | Ignacio «Nacho»               | 2 episodios               |
| 2020          | Patricia, una pasión escondida     | Pablo                         | Película de televisión    |
| 2021          | Bake Off México: El gran pastelero | Él mismo                      | Participante; 8 episodios |
| 2022          | Mira quien baila                   | Él mismo                      | Participante              |
| 2023          | Protagonistas Miami                | Manuel Rico                   |                           |
| 2024          | Top Chef VIP                       | Él mismo                      | Participante              |
| 2024-presente | En casa con Telemundo              | Él mismo                      | Conductor                 |
| 2025          | Sed de venganza                    | Joseph Price                  | Actuación especial        |

## Discografía
| Año  | Detalles | Temas |
| ---- | --- | --- |
| 2013 | Desnudo - Fecha de publicación: 23 de julio - Discográfica: Warner Music Latina - Formato(s): CD, descarga digital      | 1. «La Alegría de Vivir» 2. «Desnudo» 3. «Happy» 4. «Yo Te Ame» 5. «La Vida Sin Ti» 6. «Bailando en el Limbo» 7. «La Fuerza de Mi Ser» 8. «Yo Te Hare Feliz» 9. «Llora Llora» 10. «Ritual» |
| 2018 | Chao Pescao - Fecha de publicación: 30 de marzo - Discográfica: UR MUSIC - ONErpm - Formato(s): descarga digital        | |
| 2018 | Echar Pa'lante - Fecha de publicación: 7 de Septiembre - Discográfica: UR MUSIC - ONErpm - Formato(s): descarga digital | |

## Premios y nominaciones
| Año  | Ceremonia                 | Categoría                              | Trabajo               | Resultado |
| ---- | ------------------------- | -------------------------------------- | --------------------- | --------- |
| 2012 | Premios Tu Mundo          | Actor favorito                         | Relaciones peligrosas | Nominado  |
| 2012 | Premios People en Español | Mejor actor                            | Relaciones peligrosas | Nominado  |
| 2012 | Premios People en Español | Revelación del año                     | Relaciones peligrosas | Nominado  |
| 2012 | Premios People en Español | Pareja del año (con Sandra Echeverría) | Relaciones peligrosas | Nominado  |
| 2013 | Miami Life Awards         | Mejor actor                            | Relaciones peligrosas | Ganador   |
| 2013 | Premios People en Español | Nuevo talento de telenovela            | Marido en alquiler    | Nominado  |
| 2014 | Miami Life Awards         | Mejor joven actor                      | Marido en alquiler    | Nominado  |
| 2014 | Premios Tu Mundo          | Mejor actor de reparto                 | Marido en alquiler    | Ganador   |
| 2014 | Premios Tu Mundo          | ¡Qué papacito!                         | El mismo              | Ganador   |
| 2015 | Miami Life Awards Awards  | Mejor joven actor                      | Reina de corazones    | Ganador   |